# Grant Bowler
Grant Bowler est un comédien néo-zélandais, né le 18 juin 1968 à Auckland, en Nouvelle-Zélande, notamment connu pour ses rôles dans Lost, Ugly Betty et Defiance.

## Biographie
Grant Bowler est né en Nouvelle-Zélande, et a émigré en Australie lorsqu'il était encore jeune. Sa famille s'installe d'abord à Sydney, puis à Perth et s'est finalement installée à Brisbane quand Bowler avait cinq ans. Il est diplômé de l'Institut National d'Art Dramatique en 1991.

### Carrière
Grant Bowler est acteur et présentateur de télévision. 
Il est connu pour jouer le rôle de gendarme Wayne Patterson dans Blue Heelers et Wolfgang West dans Outrageous Fortune. Il est également apparu en tant que Connor Owens, le partenaire de Wilhelmina Slater dans Ugly Betty. Il est le présentateur de The Amazing Race Australia, émission de télévision australienne de télé réalité et d'aventure. Il interprète Joshua Nolan dans la série Defiance.

## Filmographie

### Cinéma
- 1997 : Halifax f.p: Someone You Know : Bob Palance
- 1999 : Close Contact : Mike Heyns
- 2001 : Finding Hope : Jack
- 2003 : Ned : Prêtre
- 2003 : Calling Gerry Molloy : Oliver Laird
- 2004 : One of the Oldest Con Games : Sam
- 2004 : Through My Eyes: The Lindy Chamberlain Story : Black Rat
- 2007 : The Fall of Night : Harry
- 2011 : Tueur d'élite : Capt. James Cregg
- 2011 : City of Gardens : Jésus Christ
- 2011 : La Révolte d'Atlas : Hank Rearden
- 2011 : Killer Elite de Gary McKendry : Cregg
- 2011 : Remains : Tom
- 2012 : Liz & Dick de Lloyd Kramer : Richard Burton
- 2015 : Swelter de Keith Parmer : Cole
- 2015 : 400 Days de Matt Osterman : Walter
- 2019 : Guns Akimbo de Jason Lei Howden : Degraves
- 2020 : Bad Impulse

### Télévision
- 1994 - 1996 : Blue Heelers : Wayne Patterson
- 1996 : Pacific Drive : Garth Stephens
- 1996 - 1998 : Medivac  (Adrénaline (série télévisée) : Dr. Arch Craven  (vf :Thierry Buisson)
- 1998 : Wildside : Peter Simms
- 1999 : Farscape : Shaman Liko
- 1999 : All Saints : Darren Rigg
- 1999 - 2001 : Stingers : Sean Peck
- 2000 : Le Monde perdu (The Lost World) : Montague Fitzsimmonds
- 2000 : USS Charleston, dernière chance pour l'humanité (On the beach) : Lieutenant Peter Holmes
- 2000 - 2003 : The Mole : Invité
- 2001 - 2002 : Something in the Air : Mark Waters
- 2002 : White Collar Blue : Steve Petrovic
- 2002 : Always Greener : Greg Steele
- 2004 : McLeod's Daughters : Jarred Wuchowski
- 2004 - 2005 : Stingers : Nigel "Mac" MacPherson
- 2004 - .... : Douanes sous haute surveillance : Narrateur
- 2005 - 2009 : Outrageous Fortune : Wolfgang West
- 2008 : Lost :  Capitaine Gault
- 2008 : Canal Road : Détective Ray Driscoll
- 2008 - 2010 : Ugly Betty : Connor Owens
- 2010 : True Blood : Coot
- 2010 : Les Experts : Miami : Entraineur de natation
- 2013 - 2015 : Defiance : Joshua Nolan
- 2015 : Getting On : Dr Ron Rudd
- 2018 : Dr Harrow : Francis Chester
- 2019 : Reef Break : Carter Eastland
- 2022 : 20.0 Megaquake : Eric